# Eliane Sinhasique
Eliane Pereira Sinhasique (Guaíra, 12 de dezembro de 1969) é uma jornalista, professora universitária radialista, publicitária e política brasileira filiada ao Podemos (PODE).

## Biografia
Nascida no interior do Paraná, foi para o Acre aos sete anos com seus país agricultores e aos 11 anos se mudou para o Projeto de Assentamento Dirigido Pedro Peixoto onde ficou até os 16 anos, quando saiu para se tornar jornalista. Como jornalista, ela foi repórter e apresentou jornais na TV Gazeta, TV Educativa, TV Rio Branco e TV 5. Assinou matérias especiais e colunas no Jornal A Gazeta. Passou pelas rádios Capital AM, Gazeta FM e Boas Novas, e ganhou destaque no Acre com o programa Toque Retoque na Gazeta FM, programa que lhe inspirou a escrever o livro "Confidências Radiofônicas de um Povo sem Voz" lançado em 2009.
Em 2012, disputou uma cadeira à Câmara Municipal de Rio Branco pelo Partido da República. Recebeu a maior votação naquele eleição, sendo eleita 2.827 votos. Nas eleições de 2014, é eleita à Assembleia Legislativa do Acre, pelo PMDB, com 4.138 votos.
Disputou o comando da prefeitura de Rio Branco em 2016 pela coligação Rio Branco do Futuro, formada pelo PMDB, PP, PTB, PPS e PMN. Ficou na segunda colocação, com 32% dos votos. Marcus Alexandre (PT), acabou reeleito em primeiro turno.
Em 2018, foi candidata à reeleição. Recebeu 4.909 votos, ficando com a primeira suplência da coligação. Em 2019, assume a Secretaria de Empreendedorismo e Turismo do Acre, na gestão do governador Gladson Cameli (PP).

## Polêmicas
Em junho de 2015, a deputada causou polêmica ao propor que, principalmente, menores que cumprem medidas socioeducativas fossem submetidos ao processo de vasectomia. A ideia, sugerida durante pronunciamento na Assembleia Legislativa do Acre (Aleac) gerou críticas por parte de internautas e outros parlamentares. Ela se defendeu dizendo que foi mal interpretada, segundo ela, a proposta não seria o Estado impor o processo contraceptivo, mas implementar uma política pública que colabore no planejamento familiar e no controle de natalidade, o que evitaria que crianças crescessem sem a presença paterna e complementou afirmando que a proposta diz respeito a uma vasectomia reversiva, cujos efeitos se estenderiam durante o tempo que o menor ou o preso adulto estivesse em regime de reclusão de liberdade. Após o cumprimento da pena e reinserção na sociedade, o método poderia ser revertido.
No dia 13 de agosto de 2015, através da sua pagina no Facebook, denunciou que o governo do Acre iria fazer uma viagem para Israel. Eliane chamou a viagem de "avião da alegria com dinheiro público" e questionou o fato do governo anunciar crise financeira e mesmo assim fazer viagem de "turismo". Ela afirmou que, além do governador Tião Viana, a viagem seria feita por deputados, esposas e secretários. Eliane disse que não admitia que o governo alegasse que não tinha dinheiro para negociar com os servidores da Educação, que estavam em greve na época, e ao mesmo tempo ficasse custeado viagens internacionais. Ao portal G1, o porta-voz do governo, Leonildo Rosas, disse que a viagem estaria marcada para o mês de setembro de 2015 e que não seria somente para Israel, mas também para Milão. Segundo Rosas, sete pessoas do governo deveriam viajar e os gastos não seriam pagos com dinheiro público. O porta-voz também não informou qual seria a fonte de pagamento dos gastos com a viagem. E disse que a deputada estava mentindo ao dizer que a viagem seria paga com verbas publicas.
Em maio de 2016, Eliane foi alvo de uma publicação feita pelo militante petista, Ramon Aquim, na facebook, que a ofendeu por publicar uma imagem onde aparecia em uma casa noturna chamando-a de "dePUTAda". A publicação tomou grande repercussão e provocou várias manifestações de apoio nas redes sociais à deputada. Inclusive do prefeito de Rio Branco, Marcus Alexandre, que lamentou o fato da eleição nem ter começado e os ataques a honra de pre-candidatos já estarem sendo feitos. O PMDB Acre divulgou uma nota de repudio a publicação, afirmando que Eliane Sinhasique, assim como qualquer outra mulher, tem o direito ao seu lazer, nas suas horas de folga. E disse que o ataque se deu pelo fato do PMDB ter lançado o nome de Eliane Sinhasique como pré-candidata a prefeita de Rio Branco,